# Georgij Michajlovič Beriev
Georgij Michajlovič Beriev (in russo Георгий Михайлович Бериев, in georgiano გიორგი მიხეილის ძე ბერიაშვილი Giorgi Mikheilis Dze Beriashvili; Tbilisi, 13 febbraio 1903 – Mosca, 12 luglio 1979) è stato un ingegnere e generale sovietico.

## Biografia
Di origine georgiana, l'originale cognome Beriashvili venne poi russificato in Beriev, dopo essersi diplomato alla scuola per tecnici ferroviari di Tbilisi nel 1923 si laureò in ingegneria aeronautica, all'epoca branca dell'ingegneria navale, presso il Politecnico di Leningrado nel 1930.
Dopo la laurea trovò impiego presso l'ufficio di progettazione dell'ingegnere francese Paul Aimé Richard, poi divenne vice direttore presso l'Ufficio Centrale di Progettazione di Menžinskij. Successivamente nel 1934 divenne Progettista Capo dell'OKB 49 a Taganrog, denominato Центрального Конструкторского бюро морского самолетостроения (ЦКБ МС), Ufficio Centrale di Progettazione per la costruzione di Idrovolanti (TsKB MS), dove progettò il suo primo velivolo ad essere prodotto in serie, il Beriev Be-2 e che diresse fino al pensionamento nel 1968. L'Ufficio venne militarizzato e Beriev raggiunse il massimo grado di maggior generale del servizio tecnico-ingegneristico nel 1951.
Direttamente da lui o sotto la sua supervisione furono progettati molti idrovolanti, a partire dal Beriev MBR-2, ed anfibi di successo, alcuni dei quali risultano tuttora in servizio. Durante la sua lunga carriera ottenne numerosissimi riconoscimenti, tra cui due Ordine di Lenin, due Ordine della Bandiera rossa del lavoro, un Premio Stalin nel 1947 per aver progettato il Beriev Be-6, un corrispondente Premio di Stato dell'URSS nel 1968 per il Beriev Be-12 ed il titolo di Dottore in Scienze tecniche nel 1961.
Dopo il pensionamento si trasferì a Mosca, continuando l'attività di consulente scientifico ed ingegneristico del Consiglio dei Ministri dell'URSS fino alla morte.